# Ceroplastes amazonicus
Ceroplastes amazonicus är en insektsart som beskrevs av Hempel 1900. Ceroplastes amazonicus ingår i släktet Ceroplastes och familjen skålsköldlöss. Inga underarter finns listade i Catalogue of Life.